# Cardamine pensylvanica
Жеруха пенсильванська (Cardamine pensylvanica) — вид рослини родини капустяні.

## Назва
В англійській мові має назву «пенсильванська гірка хрінниця» (англ. Pennsylvania bittercress).

## Будова
Багаторічна рослина з прямим гладким чи злегка опушеним біля основи стеблом до 38 см. Має потовщене кореневище. Рослина дуже схожа на інші види. Відрізняють її тим, що кінцевий листочок складного листка (загалом 5-13 листочків) більший за бокові (12 мм завдовжки та завширшки). Маленькі до 6 мм білі квіти з'являються групками у суцвітті. Плід — циліндричний стручок 3 мм завдовжки. Насіння світло коричневе.

## Поширення та середовище існування
Зростає у Північній Америці у вологих місцях, вздовж струмків, канав.

## Практичне використання
Всі частини Cardamnine pensylvanica вважаються їстівними. Молоді листя можна їсти сирими, тоді як старі листя слід варити. Насіннєві стручки (перш ніж насіння дозріє і затвердіє) добрі сирі, обсмажені або мариновані. Коріння можна змішати з оцтом та отримати хороший замінник хрону.

## Галерея

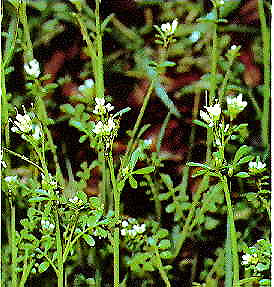